# Versöhnungskirche (München)

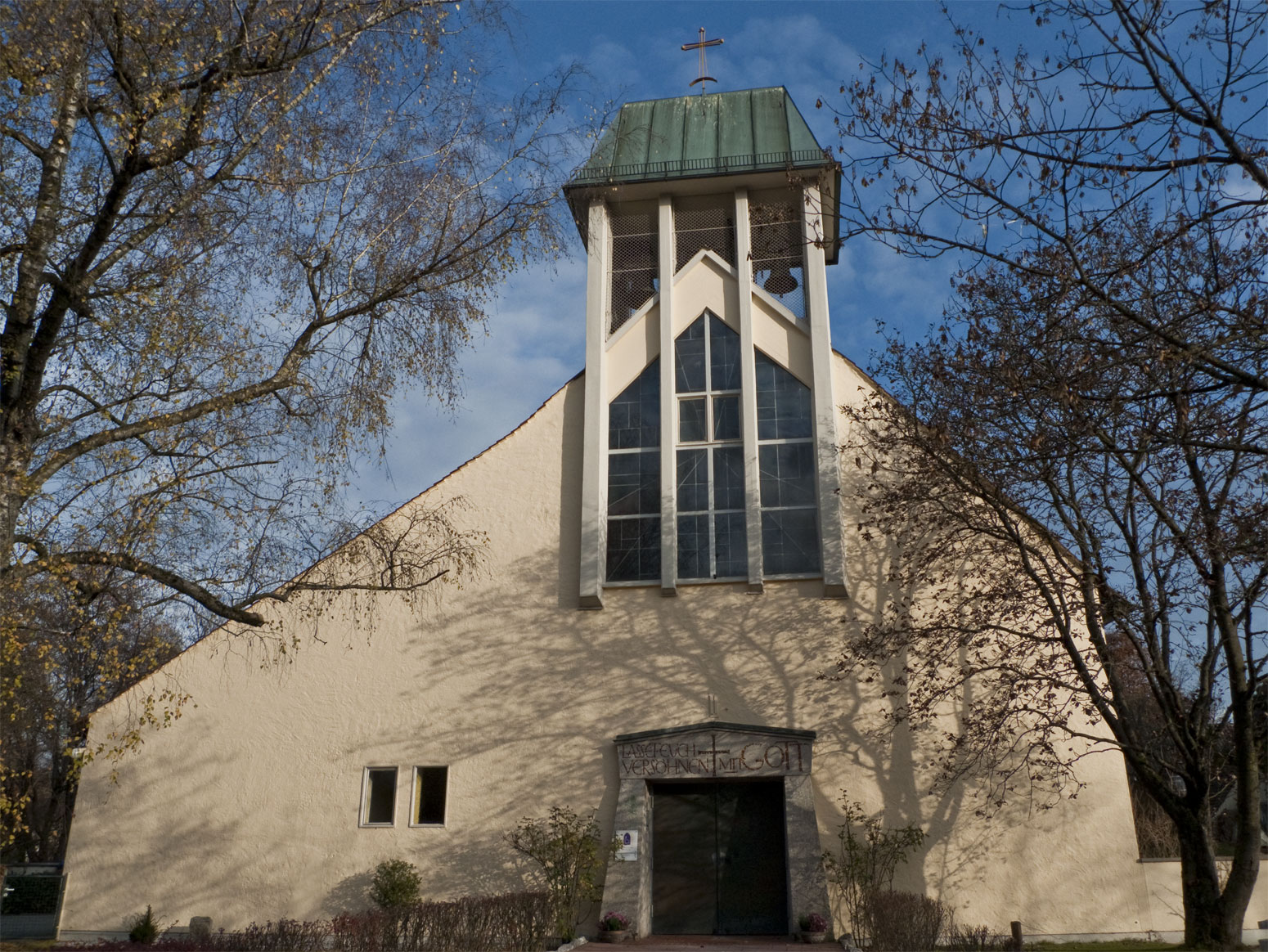
Versöhnungskirche

Die Versöhnungskirche ist eine evangelisch-lutherische Kirche in der Hugo-Wolf-Straße 18 in München-Harthof, westlich des Harthofangers. Sie ist ein Ort des Kulturgeschichtspfads München.

## Geschichte
Das Bevölkerungszuwachstum im Norden Münchens in den 1950er Jahren machte den Bau einer neuen Kirche notwendig. Dafür erwarb 1953 die evangelische Kirche ein Grundstück in der Hugo-Wolf-Straße. Franz Gürtner entwarf das Gebäude. Am 18. September 1956 fand die Grundsteinlegung statt. Die Einweihung der Kirche durch den Kreisdekan Arnold Schabert war am 30. Juni 1957. Sie wurde nach der Jahreslosung von 1956 „Versöhnungskirche“ genannt. Am 8. März 1960 wurde die Gemeinde zur selbstständigen Gemeinde erhoben.
Am 14. Oktober 1962 wurden die inzwischen errichteten Gebäude für einen Kindergarten mit Kinderhort und für einen Gemeindesaal eingeweiht. Der Kinderhort konnte 100 Kinder aufnehmen.
1974 entstand eine Altenpflegestation in der Gemeinde, die sich später zur Sozialstation (besser: Diakoniestation) Harthof-Freimann entwickelte.
Ebenfalls 1974 wurde eine Heilpädagogische Tagesstätte (HPT) ins Leben gerufen, die bis zur Fertigstellung der Gebäude auf dem eigenen Grundstück in der Rathenaustraße arbeitete.

## Beschreibung und Ausstattung
Franz Gürtner gestaltete das Innere der geosteten Kirche durchwegs nach dem Leitmotto „Versöhnung“. Reinhold Fritz, ein Künstler aus Schwabing schuf die Portalinschrift und das Altarkreuz. Der Taufstein, ein Messingbecken auf einem achteckigen Block geht auch auf Franz Gürtner zurück. Das Westfenster ist in Erinnerung an die Trinität dreigeteilt. Die Buntglasscheiben in pfingstlichen Farben wie auch das Fenster in der Sakristei wurden von Reinhold Fritz gestaltet.

## Orgel

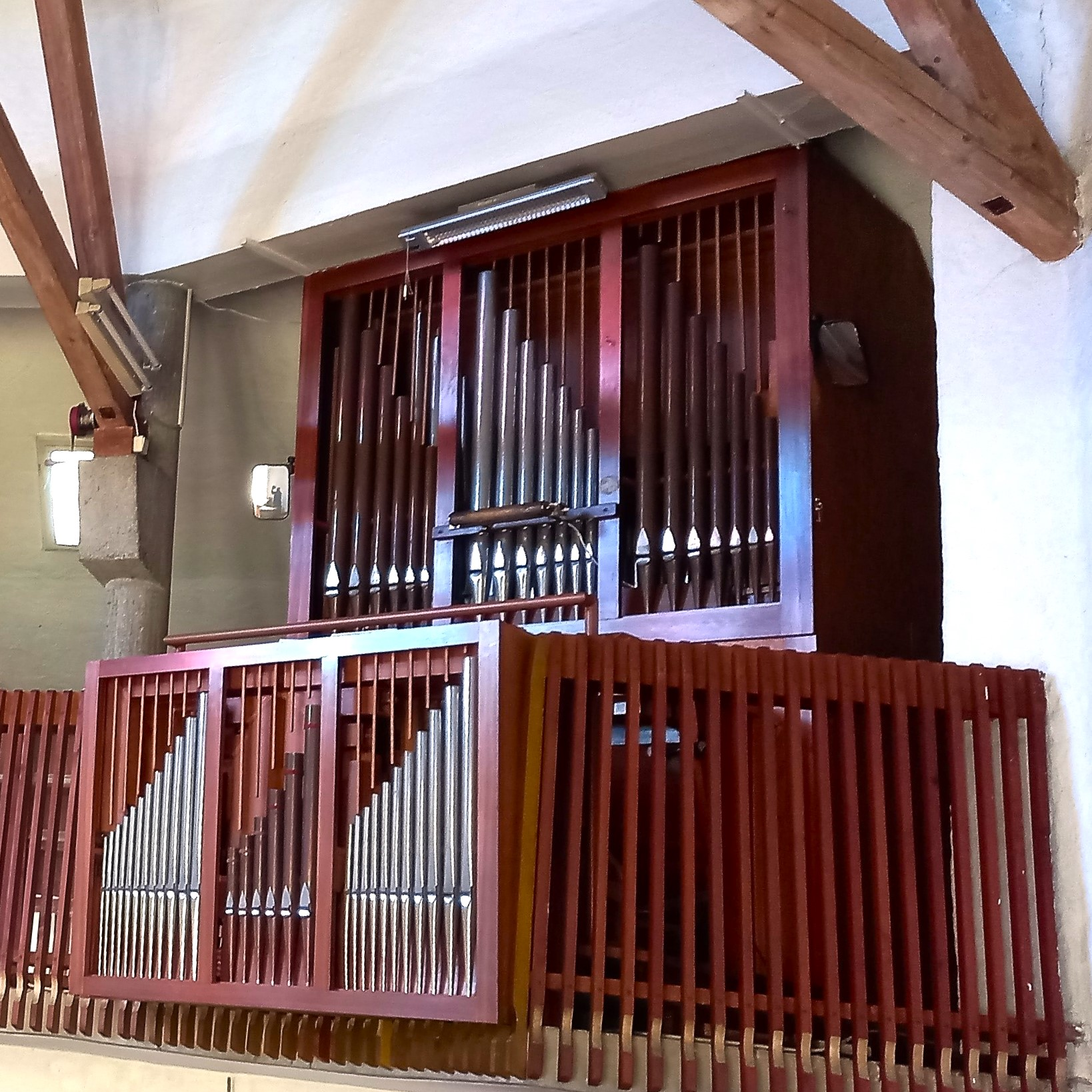
Orgel

Die Orgel wurde 1961 von Orgelbau Schmid erbaut. Das rein mechanische Schleifladeninstrument verfügt über zehn Register, verteilt auf zwei Manualen und Pedal. Die Disposition lautet:
| I Rückpositiv C–g3 |           |    |
| 1.                 | Gedackt   | 8′ |
| 2.                 | Flöte     | 4′ |
| 3.                 | Prinzipal | 2′ |
| 4.                 | Oktävlein | 1′ |

| II Hauptwerk C–g3 |           |       |
| 5.                | Quintade  | 8′    |
| 6.                | Prinzipal | 4′    |
| 7.                | Waldflöte | 2′    |
| 8.                | Mixtur IV | 1 ⁄3′ |

| Pedal C–f1 |        |     |
| 9.         | Subbaß | 16′ |
| 10.        | Pommer | 04′ |

- Koppeln: II/I,  I/P, II/P

## Glocken
Die drei Glocken wurden 1954 von Karl Czudnochowsky in Erding gegossen.
| Glocke | Masse  | Durchmesser | Schlagton | Inschrift                     |
| ------ | ------ | ----------- | --------- | ----------------------------- |
| 1      | 295 kg | 815 mm      | 00b′+1    | Seid fröhlich in der Hoffnung |
| 2      | 194 kg | 695 mm      | des″+3    | geduldig in Trübsal           |
| 3      | 089 kg | 560 mm      | 0es″+3    | haltet an am Gebet            |